# Babbis Friis-Baastad
Babbis Friis-Baastad född Ellinor Margrethe Blauenfeldt i Bergen 1921, död 1970, var en norsk barnboksförfattare.
Hon debuterade i Barnetimen for de minste 1956 med Tulutta og Makronelle, som utkom i bokform 1960. Hennes bokdebut kom med Æresord, som hon vann Dammpriset för 1959. Hon skrev totalt åtta böcker.
Hon fick Kultur- och kyrkodepartementets priser för barn- och ungdomslitteratur för fyra av sina böcker. I Æresord sliter huvudpersonen Tott med att hålla sitt löfte om att inte förråda en vän. I Kjersti (1962), som hon också vann Dammpriset med, sliter huvudpersonen mot den utstöting hon möter bland jämnåriga på grund av ett vanställt ansikte. Kjersti är författarens största internationella framgång. I Ikke ta Bamse! (1964) bär Mikkel 13 år ett tungt ansvar för den utvecklingsstörda brodern Bamse 15 år. Du må våkne, Tor (1967) är en samling korta berättelser från huvudpersonens dagdrömmar. Boken är ett tidigt exempel på anpassning för lässvaga.